# コルベール (防空巡洋艦)
| コルベール | |
| 艦歴       | |
| 発注       | ブレスト工廠 |
| 起工       | 1953年 |
| 進水       | 1956年 |
| 就役       | 1959年 |
| 退役       | |
| その後     | 2018年解体完了。 |
| 除籍       | 1991年 |
| 前級       | ド・グラース |
| 次級       | ジャンヌ・ダルク |
| 性能諸元   | |
| 排水量     | 基準：9,085トン （1972年：8,500トン） 満載：11,093トン |
| 全長       | 180.47m -m（水線長） |
| 全幅       | 20.3m |
| 吃水       | 6.5m 7.9m |
| 機関       | アンドレ式重油専焼高温高圧水管缶4基 +CEM・パーソンズ式ギヤード・タービン2基2軸推進 |
| 最大出力   | 87,000hp |
| 最大速力   | 31.0ノット（1972年：32ノット） |
| 航続性能   | 25ノット/4,000海里 |
| 乗員       | 977名（1972年：796名） |
| 兵装       | Model 1948 12.7cm（54口径）連装両用砲8基 Model 1951 5.7cm（60口径）連装機関砲10基 （1972年： Model 1968 10cm（55口径）単装自動砲2基 マズルカSAM連装発射機1基 5.7cm（60口径）連装機関砲6基 （1981年にMM38エグゾセSSM連装発射機4基追加）) |
| 装甲       | 舷側：50～80mm 甲板：50mm 司令塔：-mm |
| 航空兵装   | ヘリコプター1機 |

コルベール (Croiseur Colbert) は、フランス海軍の防空巡洋艦。第二次世界大戦後に竣工させた2番目の防空巡洋艦であり、同型艦は無い。

## 概要
本艦は新型航空母艦「クレマンソー」と組ませるためにド・グラースの改良型として艦幅と吃水を増加し、艦尾形状をトランサム・スターンとした建造された。また、凌波性改善のために艦首舷側部にナックル（反り返り）を付けている。また、当初からミサイル兵装の搭載を考慮して設計されており、電子装備も強化されているために後に実際にミサイル巡洋艦へと変貌した。

## 艦形

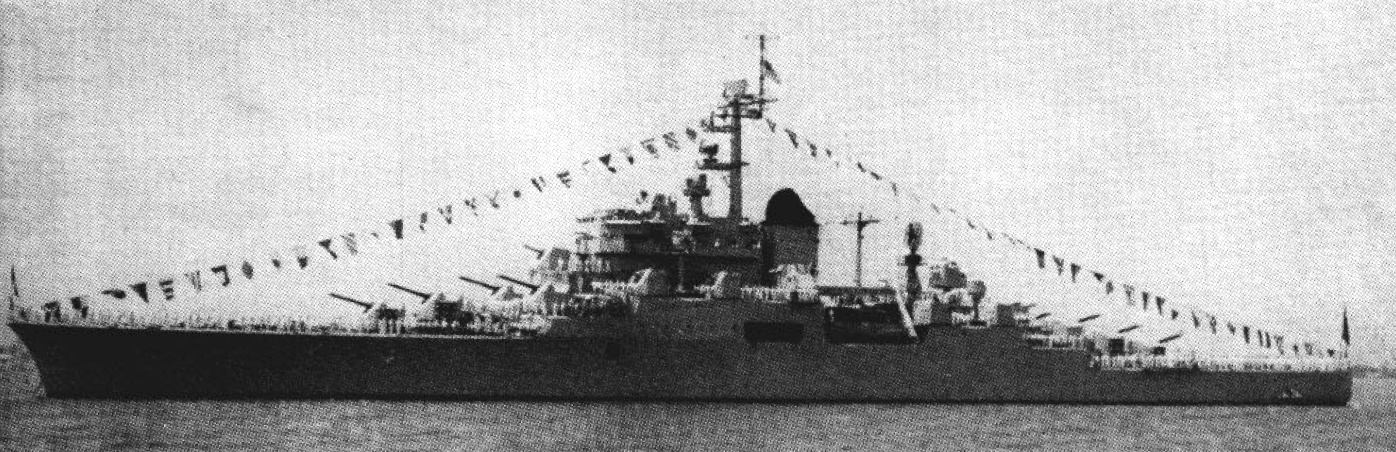
1957 De Grasse ハンプトンローズ（バージニア州、米国）

本艦の船体形状は長船首楼型船体である。強く傾斜したクリッパー・バウから艦首甲板上に主砲の「Model 1948 12.7cm（54口径）両用砲」を連装砲で中心線上に背負い式に2基、その後方に片舷1基ずつで艦首甲板上に4基を配置した。その後方に副武装の「5.7cm（60口径）機関砲」が連装砲架で近代的な箱型艦橋の前に並列配置で三角形状に3基配置された。
艦橋の後方にトラス構造の前部マストが立ち、船体中央部に1本煙突の前に後部マストが1本立つ。煙突の舷側甲板上に5.7cm連装機関砲が片舷2基ずつ配置された。後部甲板上には逆三角形状に5.7cm連装機関砲が3基、その後方に12.7cm連装両用砲が後向きに並列配置で2基、中心線上に後向き背負い式配置で2基が配置された。この武装配置により艦首方向に最大で12.7cm砲8門と5.7cm砲6門が、舷側方向に最大で12.7cm砲12門と5.7cm砲10門が、艦尾方向に最大で12.7cm砲8門と5.7cm砲6門が指向できた。

## 主砲、その他の備砲
本艦の主砲は前型に引き続き「Model 1948 12.7cm（54口径）両用砲」を採用した。その性能は2.96kgの砲弾を仰角45度で22,000m、仰角85度で9,000mの高さまで届かせることが出来た。この砲を新設計の連装砲塔に収めた。俯仰能力は仰角85度・俯角10度である。旋回角度は左右150度の旋回角度を持っていた。主砲身の俯仰・砲塔の旋回・砲弾の揚弾・装填は主に電力で行われ、補助に人力を必要とした。発射速度は毎分18発である。
他に主砲の補助として「Model 1951 5.7cm（60口径）機関砲」を採用した。その性能は31.75kgの砲弾を仰角45度で13,000m、仰角90度で5,500mの高さまで届かせることが出来た。この砲を新設計の連装砲塔に収めた。俯仰能力は仰角94度・俯角10度である。旋回角度は360度の旋回角度を持っていたが、実際は上部構造物に射界を制限された。
主砲身の俯仰・砲塔の旋回・砲弾の揚弾・装填は主に電力で行われ、補助に人力を必要とした。発射速度は毎分120発である。

## 機関
機関はボイラー2基にタービン1基を組み合わせた物を1つのユニットとし、これを前後に組み合わせたシフト配置とした。

## 1972年の改装

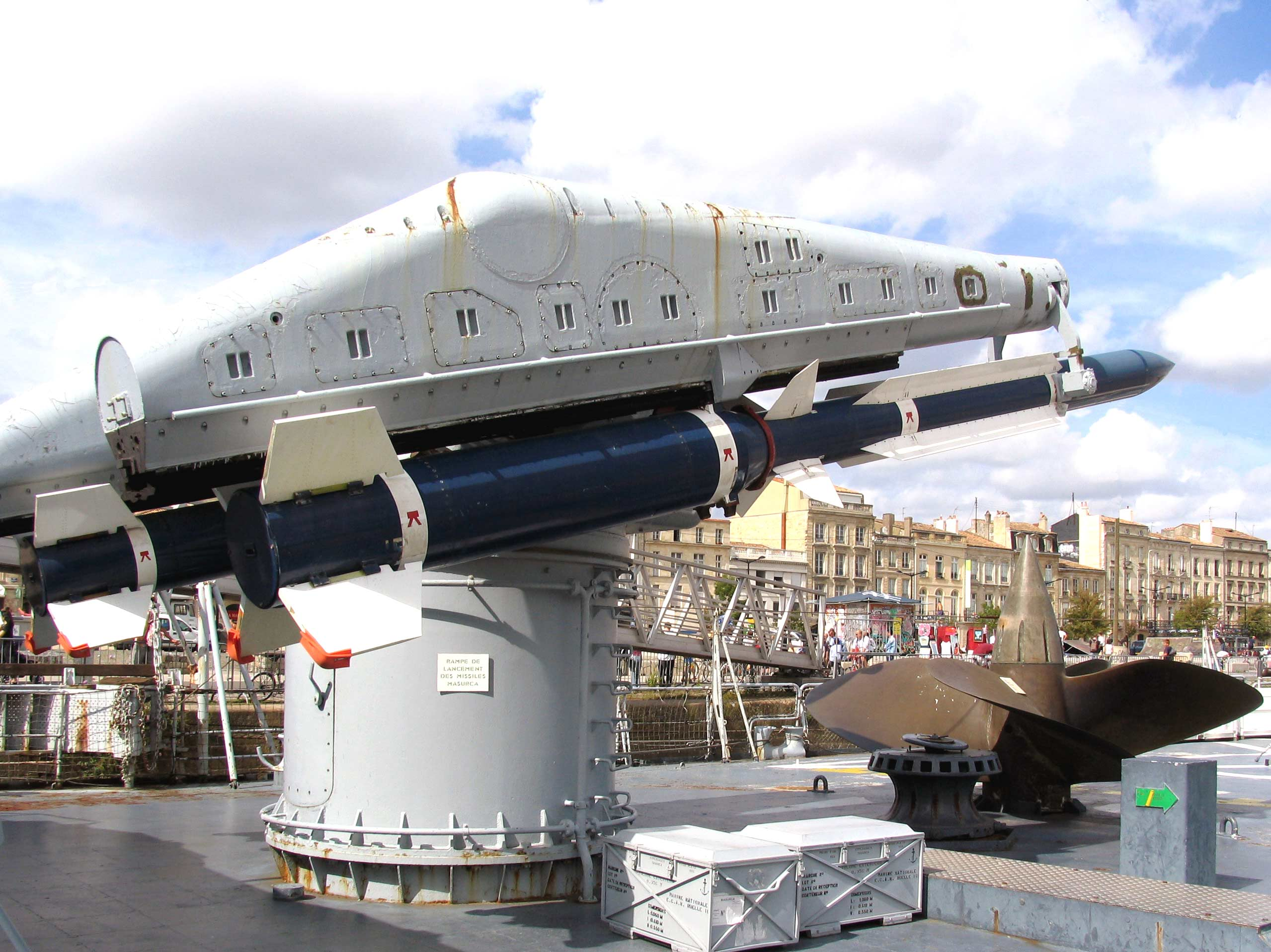
艦尾マズルカ連装発射機の写真

本艦は1972年にミサイル巡洋艦へと改装を受け、武装を更新した。主砲は新設計の「Model 1968 10cm（55口径）自動砲」へと更新された。その性能は13.5kgの砲弾を仰角45度で17,260m、仰角80度で12,000mの高さまで届かせることが出来た。この砲を新設計の単装砲塔に収めた。俯仰能力は仰角80度・俯角5度である。旋回角度は左右150度の旋回角度を持っていた。主砲身の俯仰・砲塔の旋回・砲弾の揚弾・装填は主に電力で行われ、補助に人力を必要とした。発射速度は毎分60～78発である。これを艦首甲板上に背負い式で2基を配置した。
他に主砲の補助として「Model 1951 5.7cm（60口径）機関砲」を連装砲架で片舷3基ずつ計6基を配置した。更に対空火器として「マズルカミサイル（Masurca）」を連装型発射機で艦尾に1基を装備した。更に1982年にエグゾセ対艦ミサイルを単装発射機で4基が追加された。
艦尾側の備砲を全撤去したために艦尾甲板上にはヘリコプター甲板となり1機が露天で置く事ができた。

## 艦歴
1956年から1991年までフランス海軍に在籍した。その間、ユベール・リオテー元帥（Hubert Lyautey、1934年没後モロッコに埋葬）の遺体をモロッコからフランスへ運んだり、シャルル・ド・ゴール大統領の1964年の南米歴遊や1967年のモントリオール万博に合わせたカナダ歴訪に利用されたりと外交上重要な役割を果たした。
しかし一度も砲門を開くことなく、1991年に湾岸戦争派遣から帰国後に退役し1993年からボルドーの河岸で博物館船として保存利用された。しかし市の財政難により2006年に博物館は閉館し、船体はブレスト停泊地に回航された。

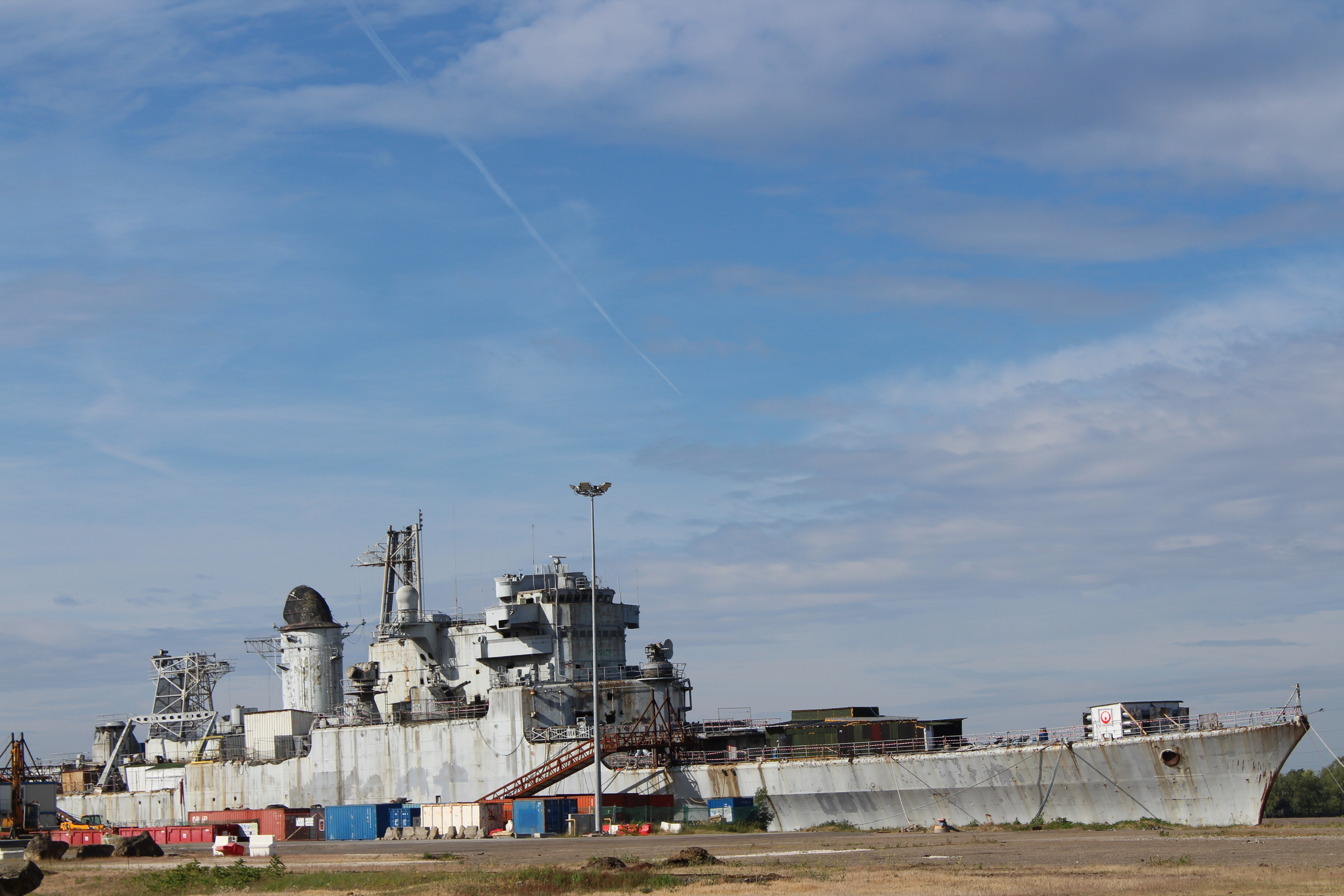
バッサンスで解体工事中のコルベール（2017年4月撮影）

2016年にジロンド県バッサンスに回航され、同地にて解体工事が行われた。

## 参考図書
- 「世界の艦船増刊 フランス巡洋艦史」(海人社)